# Gerhard Schönbacher
Gerhard Schönbacher (25 april 1954) is een voormalig Oostenrijks wielrenner die voordien ook als bokser en stuntman actief was. In 1979 en 1980 eindigde hij als laatste in het eindklassement van de Ronde van Frankrijk en was daarmee drager van de rode lantaarn. Dat gegeven leverde hem de nodige inkomsten op in de criteriums na afloop van de Tour. Na zijn wielercarrière heeft Schönbacher wielerwedstrijden georganiseerd, waaronder de Crocodile Trophy in Australië.

## Resultaten in voornaamste wedstrijden
| Jaar | Ronde van Italië | Ronde van Frankrijk | Ronde van Spanje |
| ---- | ---------------- | ------------------- | ---------------- |
| 1978 |                  |                     |                  |
| 1979 |                  | 89e (laatste)       |                  |
| 1980 |                  | 85e (laatste)       |                  |
| 1981 |                  | 112e                |                  |
| 1982 |                  |                     | 60e              |
| 1983 |                  |                     |                  |
| 1987 |                  |                     |                  |

| Jaar |  | WK op de weg |
| ---- |  | ------------ |
| 1978 |  | opgave       |
| 1979 |  | opgave       |
| 1980 |  | opgave       |
| 1981 |  | opgave       |
| 1982 |  | opgave       |
| 1983 |  | opgave       |
| 1987 |  | opgave       |